# Agnes Keyser
Agnes Keyser (Great Stanmore, 1852 – Faringdon, 11 maggio 1941) è stata una filantropa e cortigiana inglese.

## Biografia
Era la figlia di Charles, agente di cambio, e di Margaret Keyser. Ricevette un'ottima educazione per una ragazza dell'epoca vittoriana, ed era considerata una ragazza precoce e molto intelligente.
Divenne l'amante di Edoardo VII e, di tutte le sue amanti con l'eccezione di Jennie Jerome, era la sola accettata negli ambienti reali, anche dalla moglie di Edoardo, Alessandra di Danimarca. Rimase con Edoardo fino alla di lui morte, nel 1910.
Su suggerimento del principe di Galles (poi Edoardo VII), Agnes e la sorella Fanny usarono la loro casa a 17 Grosvenor Crescent per aiutare i malati e gli ufficiali dell'esercito britannico che erano tornati dalla guerra anglo-boera.
L'ospedale divenne poi il King Edward VII's Hospital Sister Agnes.

## Morte
Morì a Buckland House, Faringdon, l'11 maggio 1941, all'età di 89 anni.